# Моисеев, Александр Петрович (Герой Советского Союза)
Александр Петрович Моисеев (1920—1987) — участник Великой Отечественной войны, командир отделения сапёрного взвода 95-го гвардейского стрелкового полка 31-й гвардейской Витебской стрелковой дивизии 11-й гвардейской армии 3-го Белорусского фронта, гвардии сержант. Герой Советского Союза.

## Биография
Родился 20 июля 1920 года в деревне Новая Жуковка (ныне — Екатериновский район Саратовской области) в семье крестьянина. Русский.
Окончил 6 классов. Жил в Узбекской ССР, работал слесарем в мастерской «Узбекшёлкопрома» в городе Маргилан Ферганской области.
В 1940 году был призван в Красную Армию. С первых дней Великой Отечественной войны на фронте, получил специальность сапёра. Прошёл боевой путь от Москвы до Кёнигсберга.
Особо отличился в боях на территории Литовской ССР при форсировании реки Неман. 12 июля 1944 года батальон, в составе которого был сапёр Моисеев, вышел к реке Неман в районе литовского города Алитус. В ночь на 13 июля 1944 года гвардии сержант Моисеев в составе группы из пяти человек под огнём противника первым форсировал реку. Во время переправы был ранен в ногу, но продолжил выполнение задания. На правом берегу в первую очередь разминировал полосу прибрежного участка. Гвардейцы уничтожили передовое охранение, захватили окопы, корректировали огонь артиллерии. Отвлекая огонь противника на себя, обеспечили переправу основных сил роты и батальона.
В 1946 году гвардии старший сержант А. П. Моисеев был демобилизован.
Жил в городе Вильнюсе (Литва), затем переехал город Воскресенск Московской области. Работал аппаратчиком опытного цеха кислоты Воскресенского филиала Научно-исследовательского института удобрений и инсектофунгицидов.
Умер 2 октября 1987 года. Похоронен на воскресенском кладбище.

## Награды
- Указом Президиума Верховного Совета СССР от 24 марта 1945 года за проявленный героизм в борьбе с немецкими захватчиками при форсировании реки Неман гвардии рядовому Александру Павловичу Моисееву присвоено звание Героя Советского Союза с вручением ордена Ленина и медали «Золотая Звезда» (№ 8789).
- Награждён орденом Отечественной войны 1-й степени, медалью «За отвагу» и другими.

## Память
- Имя Героя носит школа № 6 города Воскресенска.